# 日本民俗学会
日本民俗学会（英語：The Folklore Society of Japan）是一个日本的民俗学学会。

## 历史
1935年其前身“民间传承会”由日本民俗学之父柳田国男成立，1949年成为全国性学会改为现在名字，大学里开设民俗学课程，2014年11月1日更改为一般社团法人。